# Пригородне (Краснослободський район)
При́городне (рос. Пригородное, ерз. Пригородное) — село у складі Краснослободського району Мордовії, Росія. Входить до складу Старозубарьовського сільського поселення.
Населення — 486 осіб (2010; 465 у 2002).
Національний склад (станом на 2002 рік):
- росіяни — 88 %